# 緣分
參數所指定的目標頁面不存在，建議更正成存在頁面或直接建立下列一個頁面（建立前請先搜尋是否有合適的存在頁面可以取代）：
- 緣分 (電視節目)

緣是中國文化和佛家、道教的一個抽象概念，是人與人之間，人與事，人與物及人與其他存在之間無形的連結，是某種必然存在的相遇或相處的機會和可能。緣即是事物的相涉關係。緣分則是中國民間用語，指緣的分量輕重，體現在人與人之間的關係深淺，如父子、夫妻、主僕之間，便會被認為比陌路人之間更有緣分，而有緣的體現是在相遇或相處時的具體行動。
兩個人要是經常相遇或相處，他倆的關係在中國傳統文化中也會被認為比不經常相遇或相處的人的關係更有緣分，在佛家的理論中，亦被認為是緣深。舉例說，即使只是旅途中同乘一船，也算是一種緣份，但是緣淺。這種相遇或相處並不僅限於有形的面對面相遇或相處，也可引申至學術上的交流、情感的交換甚或作品意識形態上的相似。相遇或相處的緣被認為是由往惜世的業力與今世的各種條件現起而生起的現象。
緣份也不限於二人之間，一群人之間也可被緣分所維繫，如一隊同生共死的士兵，或共同工作的伙伴，他們之間也會被認為有一種緣份。
另外，依據佛教"緣分"是可以創造的。自己與他人的緣分，是通過自己的心因，創造條件; 條件俱足及沒有逆緣而來的。這就被稱為因緣法。

## 緣的分類
緣的現象是緣起，由那些緣所生起的現像是緣生。緣分是以人的生老病死等諸現象為特相，有與苦樂結合的作用，不斷重複是它的現狀。緣分善緣、惡緣及無記緣，另有四緣的親因緣、等無間緣、所緣緣、增上緣。另有《法趣論》的二十四緣：因緣、所緣緣、增上緣、無間緣、等無間緣、俱生緣、相互緣、依止緣、親依止緣、前生緣、後生緣、數數習行緣、業緣、異熟緣、食緣、根緣、襌緣、道緣、相應緣、不相應緣、有緣、非有緣、離去緣、不離去緣。

## 各緣的解釋
注：以下分別是各種“緣”的中文名稱及括號內的巴利語名稱，之後是對其的解釋。
- 善緣（kusala paticca）：與善業相應的緣，帶來順心與快樂。
- 惡緣（akusala paticca）：與惡業相應的緣，帶來逆心與苦惱。
- 無記緣（avyākṛtapaticca）：非惡非善的緣，平淡如水，沒苦沒樂[2]。
- 親因緣（hetupaticca）：亦等同二十四緣之首的因緣。能生起各種現象的直接原因[6]。律藏[7]說「諸現象從因生」，即是說原因為因。凡是某現象不除去，另一現象生起的，則說那後起的現象為前現象的緣。凡是某現象助成另一現象的存在或生起，則說那前現象為後現象的緣。緣、因、原因、因緣、生起、發源等，都是異文同義之字[8]。
- 等無間緣（samanantarapaccayo）：持續而無時間的間斷。
- 所緣緣（àrammaõapaccayo）：即所緣之緣。所謂「所緣」，即指心及心作用之對象（認識作用之對象）；若心、心作用之對象成為原因，而令心、心作用產生結果之時，心及心作用之對象即稱為「所緣緣」[6]。譬如力弱的人，憑於杖或繩而得起來站立。
- 增上緣（adhipatipaticca）：以某等現象為主而彼等現象生起。例如有人提議去食飯，另一人附和，食飯此現象生起。那另一人的附和食飯，就是增上緣。
- 無間緣（anantarapaccayo）：積集和相續。
- 俱生緣（sahajàtapaccayo）：一個現象生起之時，依俱生性而助成之現象。何如燈與光的關係為俱生緣。
- 相互緣（aññamaññapaccayo）：以相互生起與支持性質而助成之現象。例如三根杖的相互支持。或與人互相支持。
- 依止緣（nissayapaccayo）：依於作住處及依止的方式而助成的現象。如大地、布帛對於樹木及繪畫等。
- 親依止緣（upanissayapaccayo）：以強有力的原因而助成的現象。如強烈的頭痛。
- 前生緣（purejàtapaccayo）：即以前世所生起而進行助成之現象。例如基因決定了身體各器官的生成及先天帶下來的性格。
- 後生緣（pacchàjàtapaccayo）：即以現世所生起的心及心所對於此身所成的現象。例如出生後吃些什麼、多不多人關心、各種生活對此身的關係。
- 數數習行緣（àsevanapaccayo）：對於現世而來的無間斷的熟練及強力性而資助的現象，如讀書背書等。
- 業緣（kammapaccayo）：以行為作用力的助成之現象。這由於許多剎那的善與不善的思、及俱生的一切思，有善及不善業，對於異熟諸蘊及業果，由業緣為緣。例如想行善，有善業緣的現象生起，結果做到善事。
- 異熟緣（vipàkapaccayo）：由於無精勤的寂靜性，對於無精勤的寂靜性而助成的異熟法，為異熟緣。
- 食緣（àhàrapaccayo）：四食為食緣。四食是長養支持身命的東西。一、段食，即普通物質的食糧；二、觸食，即感官與外境的接觸；三、識食，即知覺；四、思食，即思想或意志[2]。
- 根緣（indriyapaccayo）：除去男性性器官與女性性器官，其餘二十種根而助成的現象。例如由視覺系統看見的外境就是眼根緣。有時人們說眼緣也是屬根緣。
- 襌緣（jhànapaccayo）：七襌支為襌緣。
- 道緣（maggapaccayo）：善、不善、無記等各別的十二支為道緣。十二道支指正見、正思惟、正語、正業、正命、正精進、正念、正定、邪見、邪思惟、邪精進、邪定[9]。
- 相應緣（sampayuttapaccayo）：依於所謂同一所依、同一所緣、同時生、同時滅的相應狀態而資助的非色法，為相應緣。
- 不相應緣（vippayuttapaccayo）：不依同一所依的狀態而資助的。
- 有緣（atthipaccayo）：由現在相及由存在的狀態，對於同樣狀態的現象，依支持義而助成的現象，為有緣。
- 非有緣（natthipaccayo）：非有緣不等同無緣，而是在自己之後無間生起的各種心靈現象，給以轉起的機會而資助等無間滅的心靈現象，稱為非有緣。如在街外察身而過的陌生人，自己持續沒注意，轉往自己注意的事物去，對於該陌生人的關係，就可說是非有緣。若是無緣則是連遇也不會遇見的。
- 離去緣（vigatapaccayo）：非有緣的心靈現象由於離去而助成，為離去緣。
- 不離去緣（avigatapaccayo）：即諸有緣法，依不離去的狀態而助成，為不離去緣。